# Skaters
Skaters est une revue de skateboard disparue de l'éditeur de petit format Aventures & Voyages qui a 15 numéros d'octobre 1978 à décembre 1979.
Son contenu consiste en des récits sportifs mettant principalement en vedette des amateurs de skateboard. 
Enzo Chiomenti a dessiné la plupart des couvertures, secondé par José de Huéscar.

## Les séries
- Baly : N° 15
- Club au poing (David Sque)
- Footballeur malgré tout (Francisco Solano Lopez studio) : N° 9 à 14
- Le Motard (Pier Carpi & Sergio Tuis) : N°1, 7 à 14
- Le Onze de Trisidium : N° 5 à 8[1]
- Redskate (Fuschino & Angelo Maria Ricci) : N° 1 à 15
- Skate Bob (José de Huéscar): N° 10 à 15